# Sōhei Morita
Sōhei Morita (森田 草平), 19 mars 1881 – 14 décembre 1949, est le nom de plume de Morita Yonematsu, romancier japonais et traducteur de littérature occidentale, actif à la fin de l'ère Meiji, durant l'ère Taishō et au début de l'ère Shōwa.

## Jeunesse
Morita naît dans une famille d'agriculteurs dans ce qui est de nos jours la ville de Gifu dans la préfecture de Gifu. À l'âge de 15 ans il est sélectionné pour les cours préparatoires de la Marine impériale japonaise et envoyé dans un internat à Tokyo. Il parvient à éviter la conscription dans l'armée, et fréquente ce qui est aujourd'hui l'Université de Kanazawa où il rencontre sa future épouse, puis obtient son diplôme de l'Université impériale de Tokyo. Il retourne à Gifu mais reste attiré par la littérature, en particulier les ouvrages de Natsume Sōseki et de divers écrivains  anglais et  russes. Il quitte sa femme et retourne à Tokyo en vue de poursuivre une carrière dans le monde littéraire.

## Carrière littéraire
Morita prend contact avec Tekkan Yosano, éditeur de l'influente revue littéraire Myōjō afin que celui-ci l'introduise auprès de Natsume Sōseki afin d'être accepté parmi les élèves de ce dernier. Non seulement Tekkan introduit-il Morita auprès de Soseki, mais il le présente également à la célèbre activiste et auteure féministe Raichō Hiratsuka.
Morita remporte un succès critique et sa reconnaissance comme écrivain sérieux avec son roman Baien (« Fumée », 1909), compte-rendu en grande partie autobiographique de son mariage malheureux, de sa liaison ultérieure avec Raichō Hiratsuka et de leur tentative infructueuse de commettre un double suicide à Nasushiobara dans la préfecture de Tochigi. Le roman paraît en feuilleton dans le journal Asahi Shimbun.
De 1920 à 1930, Morita est professeur de littérature anglaise à l'Université Hōsei. Il publie à cette époque une grande biographie de Natsume Sōseki et le roman Rinmei (« Réincarnation », 1923–1925). 
Sa maison de Setagaya à Tokyo est détruite par un incendie au cours du bombardement de Tokyo et il déménage à Iida dans la préfecture de Nagano pour le restant de la guerre.
Dans ses dernières années il se tourne vers la fiction historique avec le roman Hosokawa Garashiya fujin (1949–1950), basé sur la vie de Hosokawa Gracia, le célèbre converti chrétien.
En plus de ses propres écrits, Morita a traduit les œuvres de Fyodor Dostoevsky, Henrik Ibsen, Miguel de Cervantes, Gabriele D'Annunzio et Giovanni Boccaccio en japonais. Vers la fin de sa vie il devient membre du parti communiste japonais.
Morita décède le 14 décembre 1949 d'un cancer du foie, aggravé d'un ictère.

## Liste des œuvres traduites en français
1912 : L'Elève diplômée, nouvelle traduite par Serge Elisséev dans Le Jardin des pivoines par Nagaï Kafû suivi de cinq récits d’écrivains japonais contemporains, Au Sans Pareil, 1927.

## Source
- (en) Cet article est partiellement ou en totalité issu de l’article de Wikipédia en anglais intitulé « Morita Sōhei » (voir la liste des auteurs).